# Gantz
Gantz (japanisch ガンツ, Gantsu) ist eine Manga-Reihe des japanischen Zeichners Hiroya Oku. Der Manga wurde in einer Anime-Fernsehserie und einem Videospiel adaptiert. Das Werk lässt sich dem Seinen-Genre zuordnen. 2010 und 2011 wurde zudem eine zweiteilige Realfilmversion produziert, die u. a. Arashis Ninomiya Kazunari und Schauspieler Ken’ichi Matsuyama in den Hauptrollen hat. Vor einer offiziellen Premiere waren bis Mai 2010 aus 13 Ländern und von mehr als 45 Firmen mit Anfragen zur internationalen Ausstrahlung eingetroffen.

## Handlung
Der Jugendliche Kei Kurono wird zusammen mit Masaru Kato, den er aus der Grundschule kennt, bei dem Versuch, einem Obdachlosen das Leben zu retten, von einem U-Bahnzug überfahren. Doch statt tot zu sein, finden sich die beiden in einem kleinen Tokioter Apartment nahe dem Tokyo Tower wieder, in dem sie auf eine Reihe weiterer Personen treffen, die ebenfalls gestorben sind. In der Mitte des Raumes befindet sich eine schwarze Kugel, in der eine Person sitzt, die als Gantz bezeichnet wird. Diese Kugel gibt den „Wiederbelebten“ Anweisungen, innerhalb eines vorgegebenen Zeitraums von 60 bis 90 Minuten und eines bestimmten Gebiets, Außerirdische zu töten. Sollte jedoch jemand versuchen das Gebiet zu verlassen, wird automatisch eine an dessen Gehirn anhaftende Bombe gezündet, die den Kopf des Flüchtlings explodieren lässt. Die Aliens kommen jedes Mal von einem anderen Planeten und weisen immer bestimmte Merkmale auf, z. B. Vorlieben für Vögel oder Lauch.
Gantz stellt dabei ein Arsenal von Waffen und einen speziellen Kampfanzug zur Verfügung, der dem Träger übermenschliche Kraft verleiht und vor physischen Einwirkungen schützt. Die Kraftverstärkung der Anzüge wird durch starke Emotionen ausgelöst (geübte Gantzer können das auch bewusst), hält aber nur eine gewisse Zeit an. Zudem bekommen die Teilnehmer ein Gerät, mit dem sie in der Lage sind, die Aliens aufzuspüren und auf verschiedene Funktionen der Kampfanzüge zuzugreifen, wie Tarnfelder. Wenn alle Aliens vernichtet worden sind, werden die Kontrahenten zurück in das Zimmer transferiert und sind dann vollkommen unversehrt, es sei denn, sie sind während des Kampfes mit den Aliens gestorben. Wer im Laufe der einzelnen Runden 100 Punkte gesammelt hat ohne zu sterben, hat eine von drei Möglichkeiten zur Auswahl:
- Der Spieler / die Spielerin verlässt das Spiel und ist wieder lebendig, jedoch wird jede Erinnerung an die Ereignisse seit Eintritt seines / ihres Todes aus seinem / ihrem Gedächtnis gelöscht.
- Der Spieler / die Spielerin erhält eine besonders durchschlagkräftige Waffe und sammelt weiter Punkte, um ein weiteres Mal eine der drei Möglichkeiten auswählen zu können.
- Der Spieler / die Spielerin belebt einen anderen Spieler von Gantz' Speicher wieder, der in einem vorherigen Spiel getötet wurde und sammelt weiter Punkte, um ein weiteres Mal eine der drei Möglichkeiten auswählen zu können.

Nach jedem Kampf und der dazugehörigen Punktevergabe dürfen die Teilnehmer das Apartment verlassen und ihrem normalen Leben nachgehen. Jedoch werden sie, solange sie nicht ein weiteres Mal dahinscheiden, zu einem unbestimmten Zeitpunkt von Gantz gerufen um eine weitere Runde in dessen Spiel anzutreten. Davon abhängig, wie viele Kontrahenten in der vorherigen Runde gestorben sind, schließen sich immer mehr Personen dem Spiel an.
Die Regeln der einzelnen Gantz-Missionen werden von Mal zu Mal mehr oder weniger stark verändert. So geschieht es zum Beispiel, dass Kurono zu seiner vierten Mission ganz allein antreten muss, zwei Missionen direkt hintereinander stattfinden, das Zeitlimit abgestellt wird oder die Aliens sowie die Gantz-Kämpfer auch innerhalb der Missionen allen Menschen sichtbar werden.

## Hauptfiguren
Kei Kurono
Kei Kurono (玄野 計 Kurono Kei) ist ein 16-jähriger Schüler. Viele haben ihn wegen seines Mutes bewundert, doch nach Katos Umzug, hat er sich völlig verändert. Kei ist vernarrt in erotische Bilder. Er fühlt sich von Beginn an körperlich zu Kishimoto hingezogen, entwickelt im Laufe der Serie allerdings ernste Gefühle für sie. Kishimoto jedoch fühlt, dass sie nicht zusammenpassen und bewundert Kato für sein Mitgefühl, wodurch dieser stellenweise zu Kuronos Konkurrenten avanciert. In seiner fünften Mission gelingt es Kurono erstmals die Rolle des Führers unter den neuen Mitstreitern einzunehmen, woraufhin er dafür verantwortlich wird, die Geschicke des neuen Gantz-Teams zu lenken. Sein Ziel wird es von da ab, alle heil durch die Missionen zu bringen. Als jedoch seine Freundin Tae im Zuge einer Gantz-Mission stirbt, wird sein Hauptziel das Erreichen der hundert Punkte, um sie wieder zu beleben, was ihm schließlich auch gelingt.
Masaru Kato
Masaru Kato (加藤 勝 Katō Masaru) ist jemand, der sich eher zurückhält und auf Deeskalation aus ist. Er ist zwar stärker und größer als Kei, dennoch war dieser sein Vorbild. Er versucht in jedem Spiel, die neuen Teilnehmer zu retten, indem er sie unter anderem über das Spiel aufklärt und sie drängt, die Anzüge zu tragen und nicht wegzurennen. Er bricht öfter in Tränen aus, wenn er feststellt, wie ungerecht das Leben und Gantz sind und dass es unmöglich ist, alle zu retten. Er stirbt am Ende der Buddha-Mission, wird aber nach der Oni-Mission, auf Kuronos Wunsch hin, durch die 100-Punkte-Option wieder zum Leben erweckt. Nachdem Kei sich mithilfe seiner gesammelten Punkte von Gantz befreit, nimmt er in der nächsten Mission den Status des Anführers an.
Kei Kishimoto
Kei Kishimoto (岸本 恵 Kishimoto Kei) war das einzige Mädchen in Gantz’ erster Mission. Sie hatte sich in der Badewanne die Pulsadern aufgeschnitten und wurde nackt transferiert. Ein Mitspieler wollte sie vergewaltigen, wobei Kato jedoch eingriff. Dadurch verliebte sie sich in ihn. Nach der ersten Mission stellte sich heraus, dass ihr echtes Ich gar nicht tot war und somit jetzt zwei Kei existieren. Dadurch wurde sie heimatlos und zog bei Kurono ein. Sie ist ein sehr wankelmütiger Mensch. Kishimoto wird von Gantz aufgrund ihrer Oberweite meist Riesentitte genannt.
Joichiro Nishi
Joichiro Nishi (西 丈一郎 Nishi Jōichirō) ging in die 8. Klasse, bevor er vom Dach eines Hochhauses sprang. Er hat schon mehrere Runden des Spiels überstanden, bevor Kato und Kurono dazu stießen und ist seit einem Jahr dabei. Er stellt Gantz der Gruppe zu Anfang als eine Art Spiel vor, bei dem man 10 Mio. Yen gewinnen kann und welches von seinem Vater entwickelt wurde. Dies tut er, um die Beteiligten sowie die Aliens abzulenken, um daraus einen Vorteil zu schlagen. Er stirbt, wird aber später auf Kuronos Wunsch hin wieder zum Leben erweckt.
Shion Izumi
Shion Izumi (和泉 紫音 Izumi Shion) war bereits vor den Geschehnissen der Serie ein Mitglied des Gantz-Teams und kämpfte unter anderem auch mit Nishi zusammen. Ihm gelang es, hundert Punkte zu erreichen, die er nutzte, um das Spiel zu verlassen. Trotz der Auslöschung seiner Erinnerungen bleibt Gantz ein wichtiger Teil seines Unterbewusstseins. Er fängt an, nachzuforschen und erfährt somit unter anderem, dass Kurono einer von Gantz' Kämpfern ist, woraufhin er dessen Schulklasse beitritt. Izumi ist zwar der beliebteste, sportlichste und klügste Schüler seiner Schule, doch das Einzige, wonach er wirklich begehrt, ist das Jagdgefühl, das ihm nur Gantz geben kann. Nachdem Gantz' Kontakt mit Izumi außerhalb der Missionen aufnimmt, tötet und verletzt Izumi bei einem Amoklauf mehrere hundert Menschen und entführt Kuronos Freundin, woraufhin Kurono Izumi erschießt. Nach seinem zweiten Tod kehrt er in den Gantz-Raum zurück.
Yoshikazu Suzuki
Yoshikazu Suzuki (鈴木 良一 Suzuki Yoshikazu) ist ein alter Witwer. Er hat einen Enkel, von dem er meint, er sehe Kurono ähnlich. Suzuki hält sehr viel von Kei Kurono, da er denkt, er wäre die einzige Hoffnung für die Menschheit. Sie werden schnell Freunde im Kampf. Trotz seines Alters ist er dank des Anzuges ein recht guter Kämpfer, und so schafft er es auch, 100 Punkte zu erlangen und verwendet jene, um Kato wieder zu beleben. Er stirbt später in der Rom-Mission.
Hiroto Sakurai
Hiroto Sakurai (桜井 弘斗 Sakurai Hiroto) ist eines der beiden Gantz-Mitglieder mit übernatürlichen Fähigkeiten. Er hat diese Fähigkeit von Kenzo Sakata gelernt. Von jenem wurde er auch kontaktiert, als er im Internet seinen Selbstmord angekündigt hatte, da er von Mitschülern regelmäßig bis aufs Äußerste gedemütigt wurde. Seine neuen Fähigkeiten nutzt er, um seine früheren Peiniger zu töten. Sakurai starb in dem Massaker, welches Izumi anrichtete. Jedoch schaffte er beinahe, ihn aufzuhalten. Er benutzt im Kampf hauptsächlich seine übernatürlichen Kräfte, um seine Gegner zu erledigen. Sakurai stirbt während der Oni-alien-Mission wird aber von Sakata wiederbelebt. Gantz nennt ihn Cherry in Bezug auf seinen Nickname, mit dem er seinen Suizid ankündigte.
Kenzo Sakata
Kenzo Sakata (坂田 研三 Sakata Kenzō) unterrichtete Sakurai in der Verwendung seiner übernatürlichen Fähigkeiten. Auch überzeugte er ihn, Rache an seinen Peinigern zu nehmen. Er starb auch bei dem Massaker von Izumi, bevor er in den Gantz-Raum kam. Er schafft es, bei der Oni-Alien-Mission 100 Punkte zu erlangen, mit welchen er Sakurai wieder zu zurück ins Leben holt. Er stirbt während der Nurarihyon-Mission, als er versucht, eines der Alien aufzuhalten.
Ōki Kashihara (Gantz/Minus)
Ōki ist ein Mittelschüler und die Hauptperson in Gantz/Minus. Er stirbt, als er einen Jungen auffängt, der vom Balkon fällt. Bei Gantz trifft er auf Akari. Am Ende steht Ōki dem Specimen-Alien gegenüber, welches etwas über die Katastrophe und Kurono erzählt. Es gelingt Ōki, das Specimen-Alien zu besiegen, er erreicht 100 Punkte und wählt die Freiheit.
Akari Jingu (Gantz/Minus)
Akari ist schon länger bei Gantz und klärt Ōki auf. Auch außerhalb der Missionen treffen sie sich zweimal. Damit sie sich die Freiheit kaufen kann, überlässt Ōki ihr die Chance, das Tiger-Alien zu töten. Sie erreicht die 100 Punkte, nimmt jedoch Option 3 und belebt ihren Freund wieder, mit dem sie damals zu Gantz kam. Jedoch werden beide in der Specimen-Alien-Mission getötet.
Kei Kurona (Gantz:G)
Kei Kurona (黒名 蛍 Kurona Kei) ist eine Schülerin und die Hauptperson in Gantz:G. Bis jetzt ist nicht viel über sie bekannt außer das sie nicht besonders gut singen kann. Im Gegensatz zu vielen ihrer Klassenkameraden nimmt sie den Koffer mit Anzug mit und zieht diesen auch an.

## Produktion und Veröffentlichungen

### Manga
Im Manga werden neben handgezeichneten Bilder auch am Computer nachbearbeitete Grafiken verwendet, dies insbesondere im Hintergrund.
Der Manga erschien in Japan von Oktober 2000 bis Juni 2013 in Einzelkapiteln im Manga-Magazin Young Jump beim Shūeisha-Verlag. Die Kapitel erscheinen auch regelmäßig in Sammelbänden. Die Geschichte wurde nach 237 Kapiteln für zwei Monate pausiert, und ab November 2006 als Gantz 2nd Phase: Catastrophe fortgesetzt. Der Manga ist mit 37 Bänden abgeschlossen.
In Deutschland wurde Gantz ab Februar 2003 von Planet Manga verlegt, nach dem fünften Band, der im Oktober 2003 erschien, jedoch eingestellt. Die Übersetzung wurde von Josef Shanel und Matthias Wissnet angefertigt. Seit August 2018 erscheint der Manga in 12 Sammelbänden bei Manga Cult, Im ersten sind 4 reguläre Bände zusammengefasst, ab dem zweiten sind 3 reguläre Bände in einem Sammelband enthalten. Die Neuauflage wurde im September 2021 abgeschlossen. Der Manga wird außerdem unter anderem auch ins Spanische, Italienische und Französische übersetzt. Eine englische Übersetzung erscheint seit Juni 2008 bei Dark Horse Comics.
In Japan erschien von 2015 bis 2017 ein Ableger mit dem Titel GANTZ:G im Magazin Miracle Jump, das letzte Kapitel dann im Shōnen Jump+. Geschrieben wurde dieses wieder von Hiroya Oku, aber gezeichnet von Keita Iizuka. Eine Übersetzung von GANTZ:G erscheint seit April 2022 bei Manga Cult auf Deutsch.
Seit Januar 2020 erscheint der Ableger GANTZ:E im Magazin Young Jump in bisher acht Bänden (Stand: Mai 2025). Die Zeichnungen stammen nun von Jin Kagetsu. Die Serie erscheint seit September 2021 bei Manga Cult auf Deutsch in bisher sieben Bänden (Stand: Mai 2025).

### Anime
Das Animationsstudio Gonzo war für die Umsetzung des Mangas in eine Anime-Serie verantwortlich. Regie führte Ichiro Itano, das Charakterdesign entwarf Naoyuki Onda und die künstlerische Leitung übernahm Shigemi Ikeda. Die zunächst 13 Folgen wurden vom 12. April bis zum 22. Juni 2004 auf dem japanischen Fernsehsender Fuji TV ausgestrahlt. Eine zweite Staffel mit weiteren 13 Folgen folgte von 26. August bis 18. November 2004 bei AT-X. Da die Serie entstand, als der Manga noch nicht abgeschlossen war, wurde am Ende der 2. Staffel ein alternatives Ende zum Manga eingefügt. Die Waffen funktionieren anders, der Feind ist Kei selber, Gantz greift aktiv in die Handlung ein und die Mitspieler sind fast alle Nebenpersonen aus anderen Folgen.
Ab Oktober 2005 wurde die Serie von Animax in Lateinamerika gezeigt, 2006 von Buzz Channel in Spanien. The Anime Network strahlte die Serie in den USA aus. Es existieren außerdem Übersetzungen ins Französische und Portugiesische.
Von August 2005 bis Mai 2006 veröffentlichte der Anime-Vertrieb OVA Films die Serie in Deutschland auf acht DVDs. Im deutschen Fernsehen wurde die Serie ab dem 6. August 2006 von MTV ausgestrahlt. Die Anime-Serie wurde von der FSK ab dem 16. Lebensjahr freigegeben. Allerdings wurde sie auf MTV nur in einer leicht bearbeiteten Form ausgestrahlt, die in etwa der japanischen Fassung entsprechen soll. Die deutsche DVD-Version entspricht der japanischen, ungeschnittenen Box-Fassung.

#### Synchronsprecher
| Rolle          | Japanischer Sprecher (Seiyū) | Deutscher Sprecher       |
| -------------- | ---------------------------- | ------------------------ |
| Kei Kurono     | Daisuke Namikawa             | Clemens Ostermann        |
| Masaru Kato    | Masashi Oosato               | Hubertus von Lerchenfeld |
| Kei Kishimoto  | Hitomi Nabatame              | Jana Kilka               |
| Joichiro Nishi | Masashi Yabe                 | Ole Pfennig              |

#### Musik
Die Musik der Serie wurde komponiert von Natsuki Togawa und Yasuharu Takanashi. Der Vorspanntitel von Gantz ist von der japanischen Band Rip Slyme und heißt Super Shooter. Die Ballade am Ende der Sendung ist von der Sängerin Bonnie Pink und trägt den Titel Last Kiss.

### Videospiel
Im März 2005 veröffentlichte der japanische Spielehersteller Konami ein Gantz-Videospiel für die PlayStation 2. Das Spiel trägt den Namen Gantz: The Game und wurde nur in Japan veröffentlicht. Es ist eine Mischung aus Actionspiel (Missionen) und Text-Adventure. Es ist möglich, Charaktere, die im Anime/Manga sterben, lebend durch die Missionen zu bringen. Ebenso hat das Spiel 16 verschiedene Enden.

### Realfilm
Am 29. Januar 2011 ist der erste von zwei Realfilmen in den japanischen Kinos angelaufen, der zweite folgte bereits am 23. April 2011. Regie bei beiden Filmen führte Shinsuke Sato, während das Drehbuch dazu von Yûsuke Watanabe adaptiert wurde. In den Hauptrollen sind Ken’ichi Matsuyama als Masaru Kato und Kazunari Ninomiya als Kei Kurono zu sehen. Das Projekt rief unter Anhängern der Reihe zunächst große Proteste hervor, da angekündigt wurde, die kommenden Filme würden deutlich an Sex und Splatter entschärft werden. Dennoch war der erste Teil mehrere Wochen auf Platz 1 der japanischen Kinocharts. Die Europa-Premiere des ersten Teils fand am 30. April 2011 auf dem Filmfestival Nippon Connection in Frankfurt statt. In Deutschland erschien der erste Film unter dem Titel Gantz – Spiel um dein Leben ab August 2011 in den Videotheken und ab September dann auch im Handel. Der zweite Teil Gantz – Die ultimative Antwort erschien am 8. März 2012 direkt auf Blu-ray und DVD im Handel.

### Romane
Von Gantz gibt es auch zwei Romane. Der erste mit dem Titel Gantz/Minus handelt von der Zeit vor Kurono und Katō. Izumi und Nishi treten hier erstmals auf. Gantz/Minus wurde auf Französisch veröffentlicht. 2013 brachte Planet Manga Italien eine Italienische Übersetzung raus.
In dem zweiten Roman Gantz/EXA spielt Kishimoto eine wichtige Rolle. Die Hauptfigur ist jedoch ein Astronaut namens Nagatomo. Ebenfalls tauchen später Kurono und Katou auf sowie neue Charaktere darunter Nagatomos Frau Yui. 2014 erschien Gantz/EXA auf Italienisch veröffentlicht von Planet Manga Italien.

## Rezeption
Brigitte Schönhense von Splashcomics lobt beim Manga die gelungene Einführung, die den Leser aus der Sicht Keis aus der normalen Welt in ein skurriles Science-Fiction-Abenteuer entführe. Die Charaktere seien interessant, jedoch zu Beginn noch recht zweidimensional. Später würden sie glaubwürdiger und lebendiger. Die Handlung sei spannend erzählt, dabei jedoch brutal. Kritisiert wird der häufige Fanservice, der häufig daraus bestehe, dass Kei Kishimoto zum Lust- und Sexobjekt der männlichen Spieler degradiert wird. Die Zeichnungen seien sauber ausgearbeitet und detailliert, Atmosphäre und Stil würden gut zusammen passen. Auch die Kombination von handgezeichneten und am Computer nachgearbeiteten Bildern sei gelungen.
Laut der deutschen Zeitschrift Funime findet man sich im Anime in einem Sumpf aus rauer Gewalt, geladener Action, einer spannenden Story und teils unsympathisch realistischen Charakteren. Die blutige Handlung reiche tief in die Abgründe der menschlichen Seele und der Gesellschaft, die Charaktere seien bis ins kleinste Detail ausgebaut und realistisch umgesetzt. Die Animation sei ein Augenschmaus und die Musik passend.